# Église Saint-Pierre de Vienne (Autriche)
Pour les articles homonymes, voir Église Saint-Pierre.
Pour l’article homonyme, voir Église Saint-Pierre de Vienne (Isère).
L'église Saint-Pierre (en allemand : Peterskirche) est une église catholique située dans le Ier arrondissement de Vienne, sur la Petersplatz (Place Saint-Pierre) près du Graben. Le bâtiment actuel a été conçu dans le style baroque et achevé en 1733.

## Histoire

Plan de l'église Saint-Pierre

Une première église Saint-Pierre existait déjà à l'Antiquité tardive, probablement la plus ancienne paroisse de la ville avec Notre-Dame-du-Rivage et Saint-Rupert. Construite sur le site de l'ancien camp romain de Vindobona, elle a été prétendument fondée vers 792 par Charlemagne. Evoquée pour la première fois en 1137, lorsque le margrave Léopold IV d'Autriche a entrepris la construction de la cathédrale Saint-Étienne, on reconstruit l'église Saint-Pierre en style gothique pour servir d'église abbatiale à l'abbaye écossaise (Schottenstift). Cette église à trois nefs et abside au sud est reconstruite au XIVe siècle, afin d'être orientée, et au XVIIe siècle. Le bâtiment a été presque entièrement détruit par un incendie en 1661. 
C'est au début du XVIIIe siècle que l'église actuelle est construite sur l'initiative de l'empereur Léopold Ier. L'architecte italien Gabriele Montani dessine les plans et jette les bases des fondations, mais les plans sont modifiés par Johann Lucas von Hidebrandt en 1703. Elle est édifiée par Franz Jänggl et Francesco Martinelli et terminée en 1722. C'est la première église de Vienne à coupole baroque. Sa nef est de forme ovale, l'abside et le chœur flanqué de deux chapelles de part et d'autre forment une petite croix grecque.
La coupole est construite par Matthias Steinl (de) et les fresques peintes par Andrea Pozzo puis par Johann Michael Rottmayr dans un style baroque exubérant, en 1713. Le maître-autel est exécuté par Antonio Galli-Bibiena, avec un tableau de Martino Altomonte.
L'église Saint-Pierre a été restaurée de 1998 à 2004. Elle est desservie par des prêtres de l'Opus Dei.

## Galerie

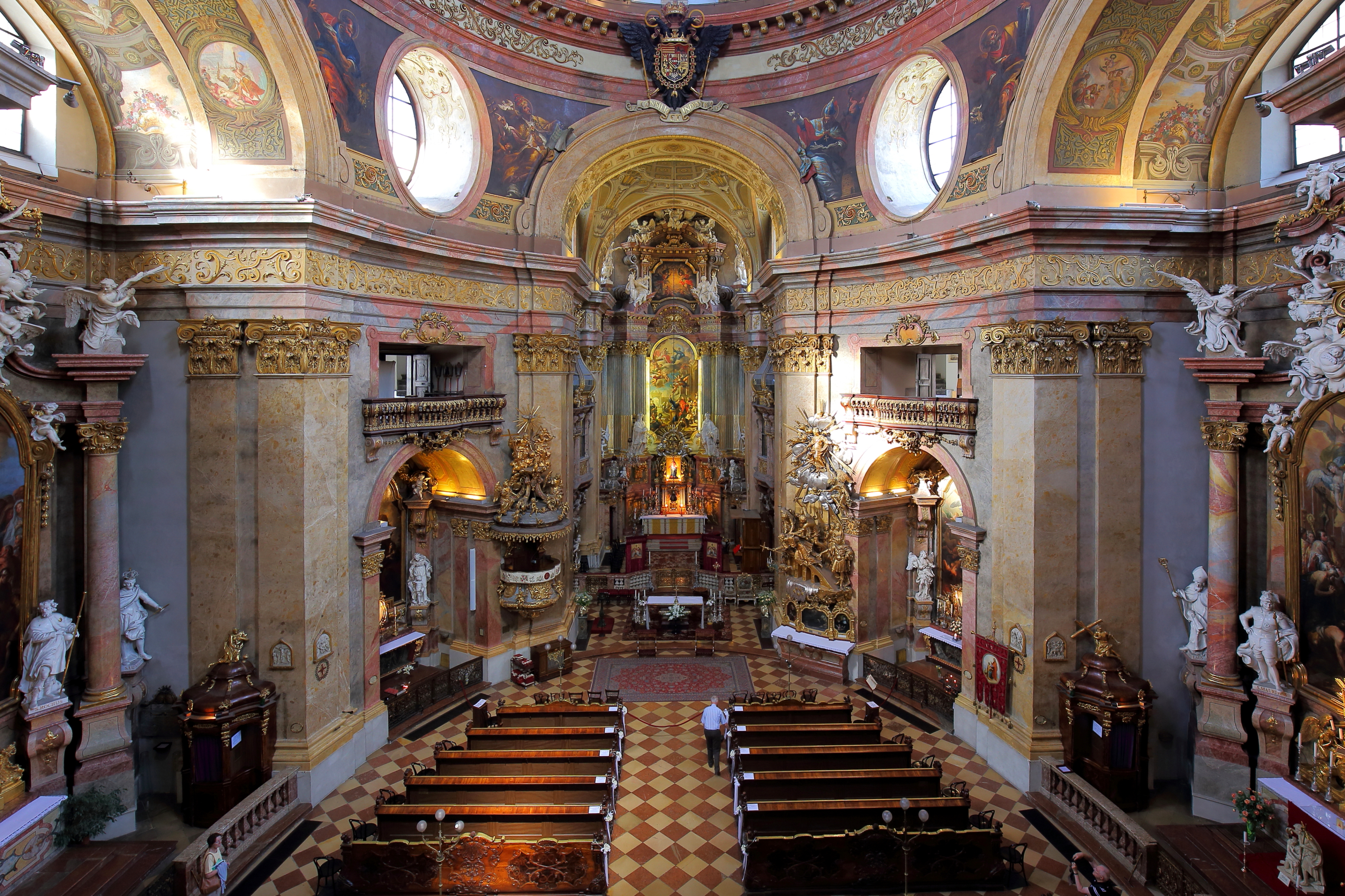
Intérieur
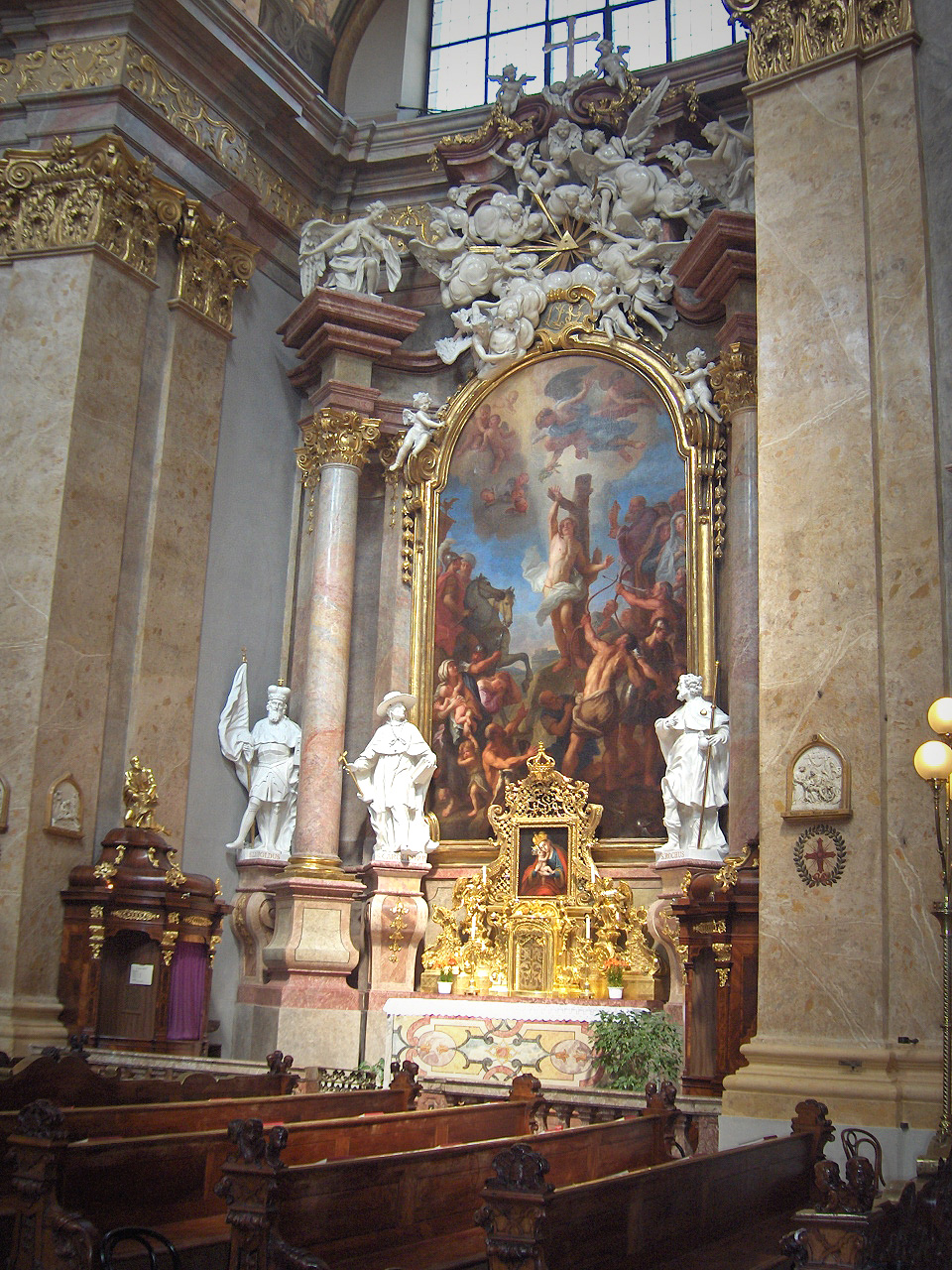
Chapelle latérale avec tableau représentant le martyre de saint Sébastien
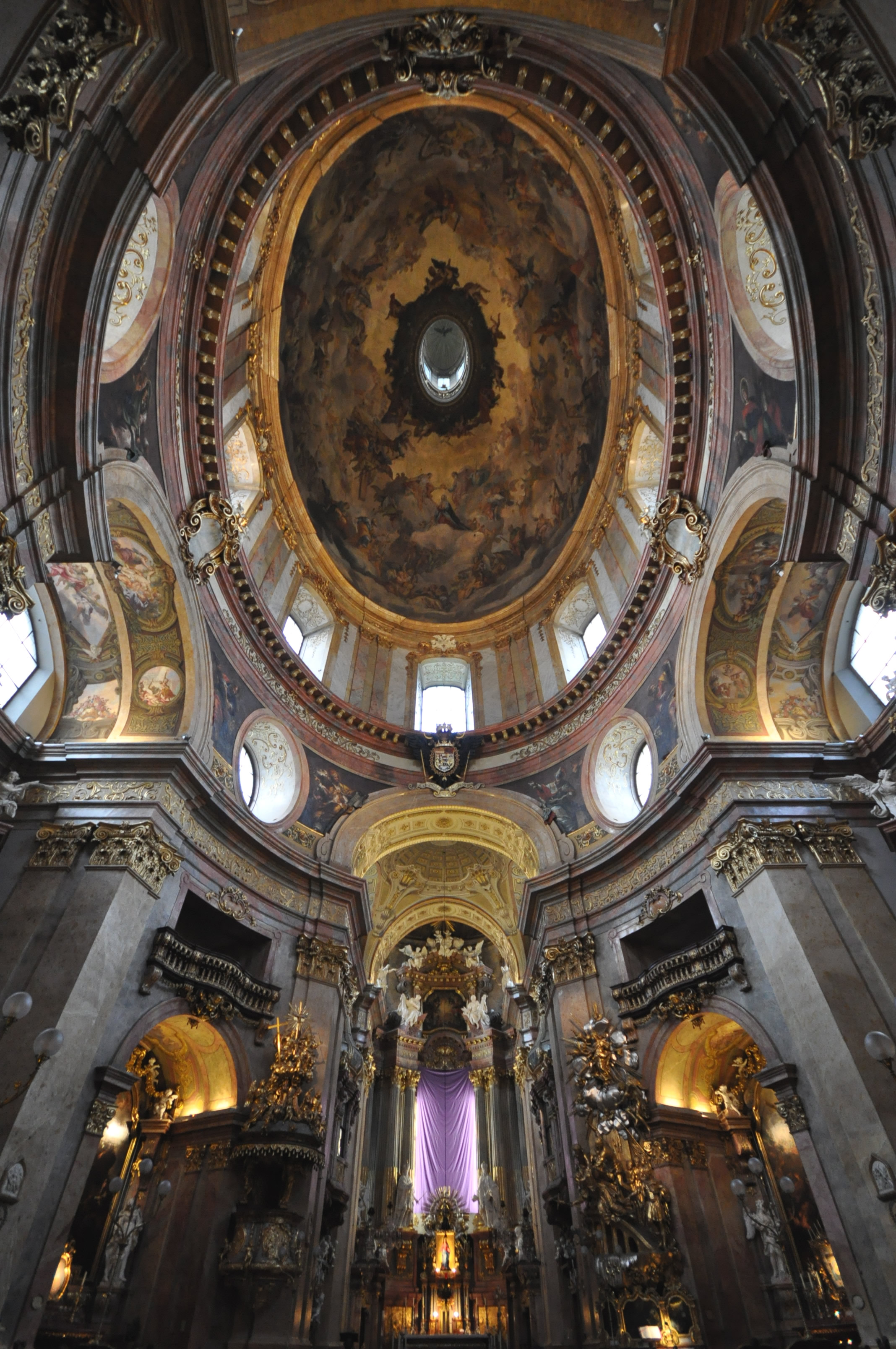
Intérieur de l'église avec la coupole
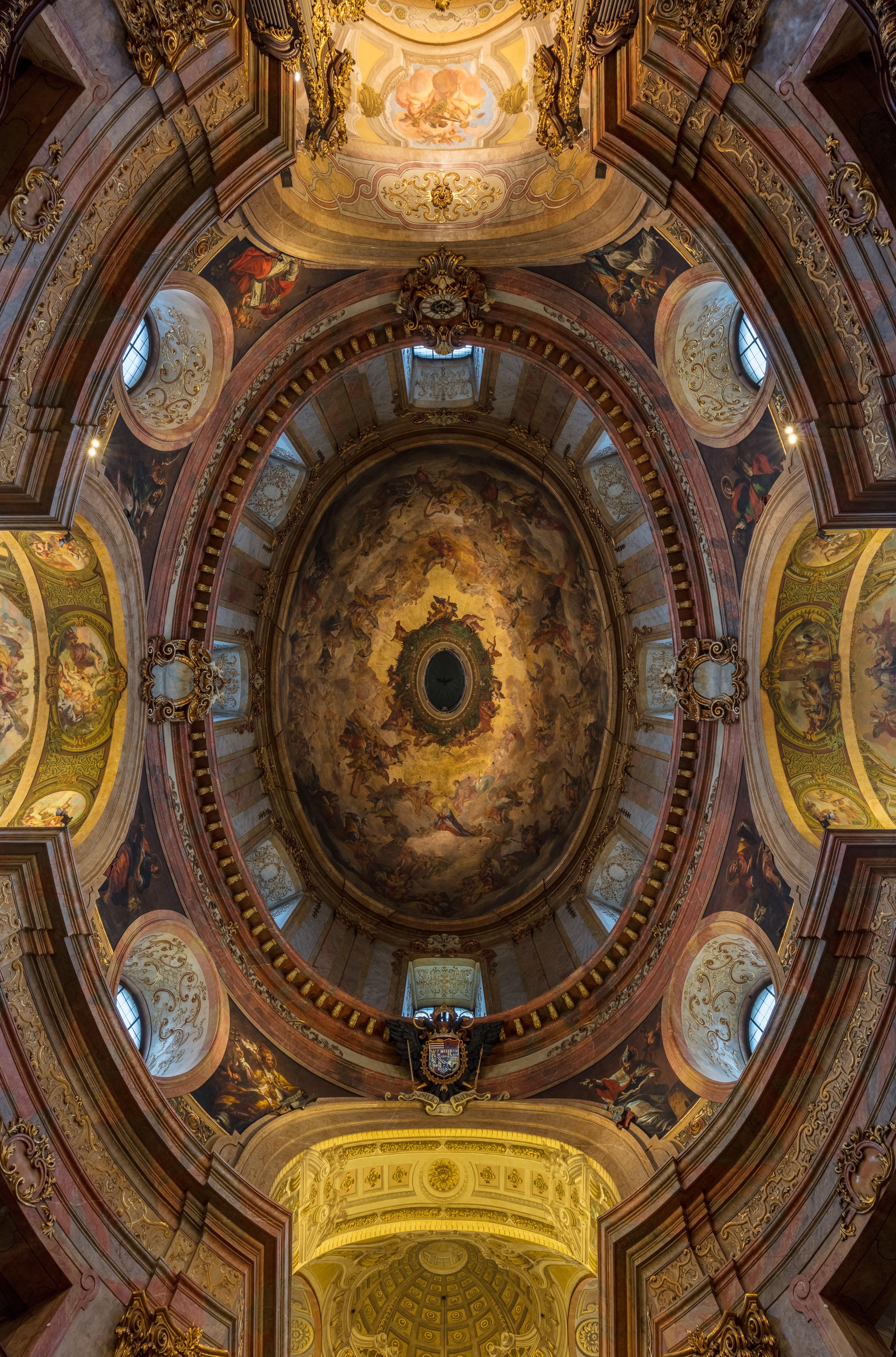
Coupole
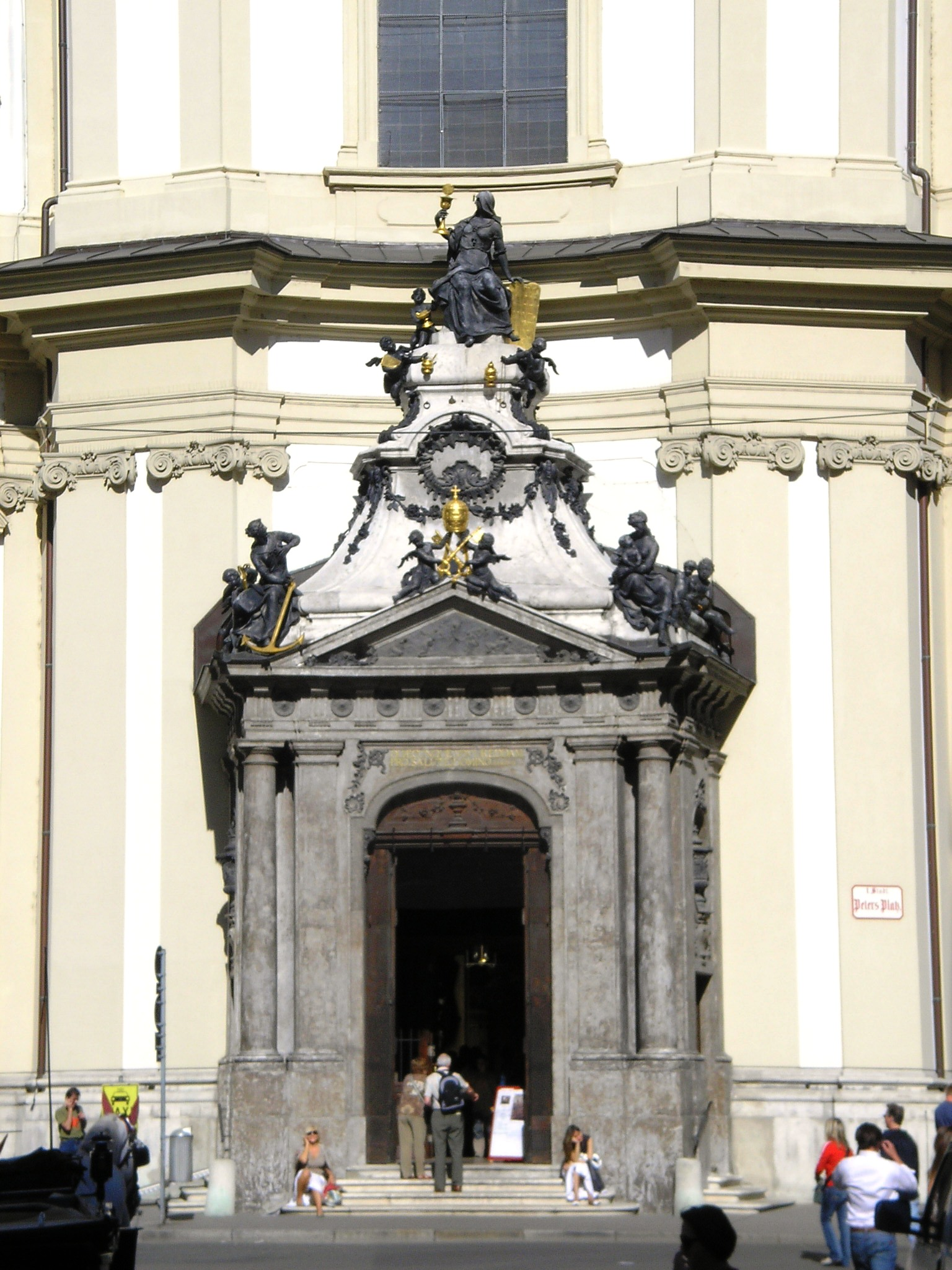
Portail de l'entrée
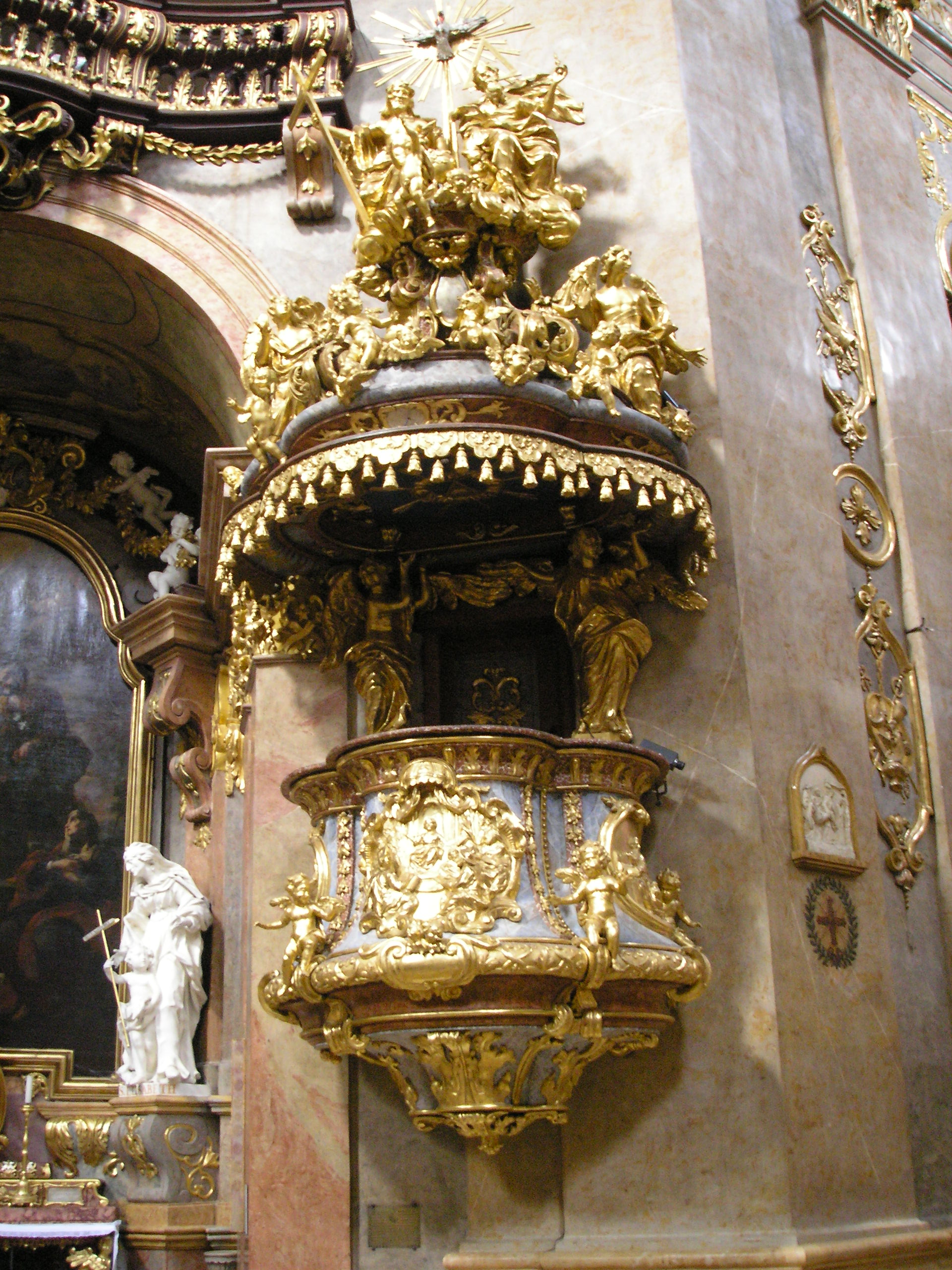
La chaire rococo
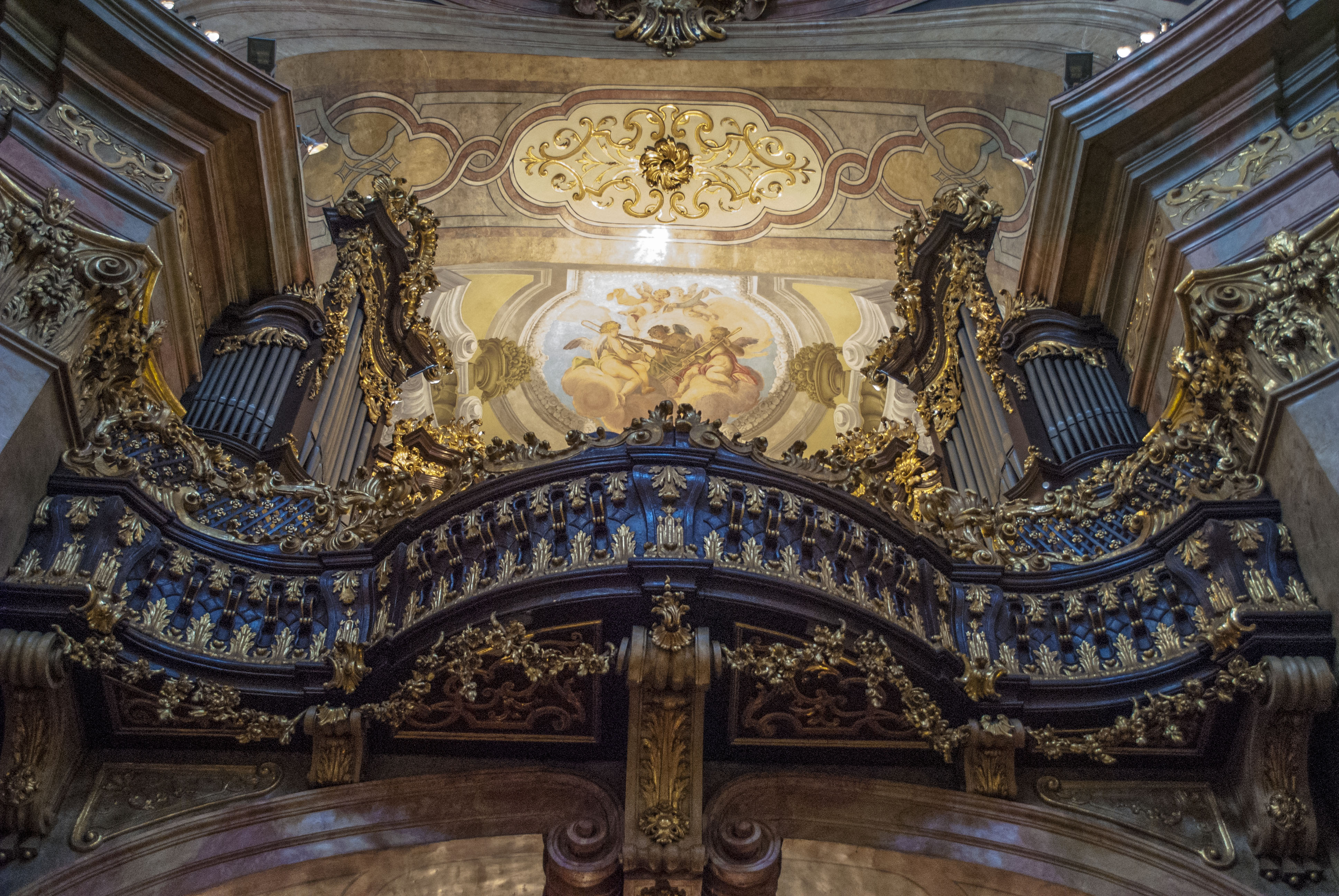
L'orgue
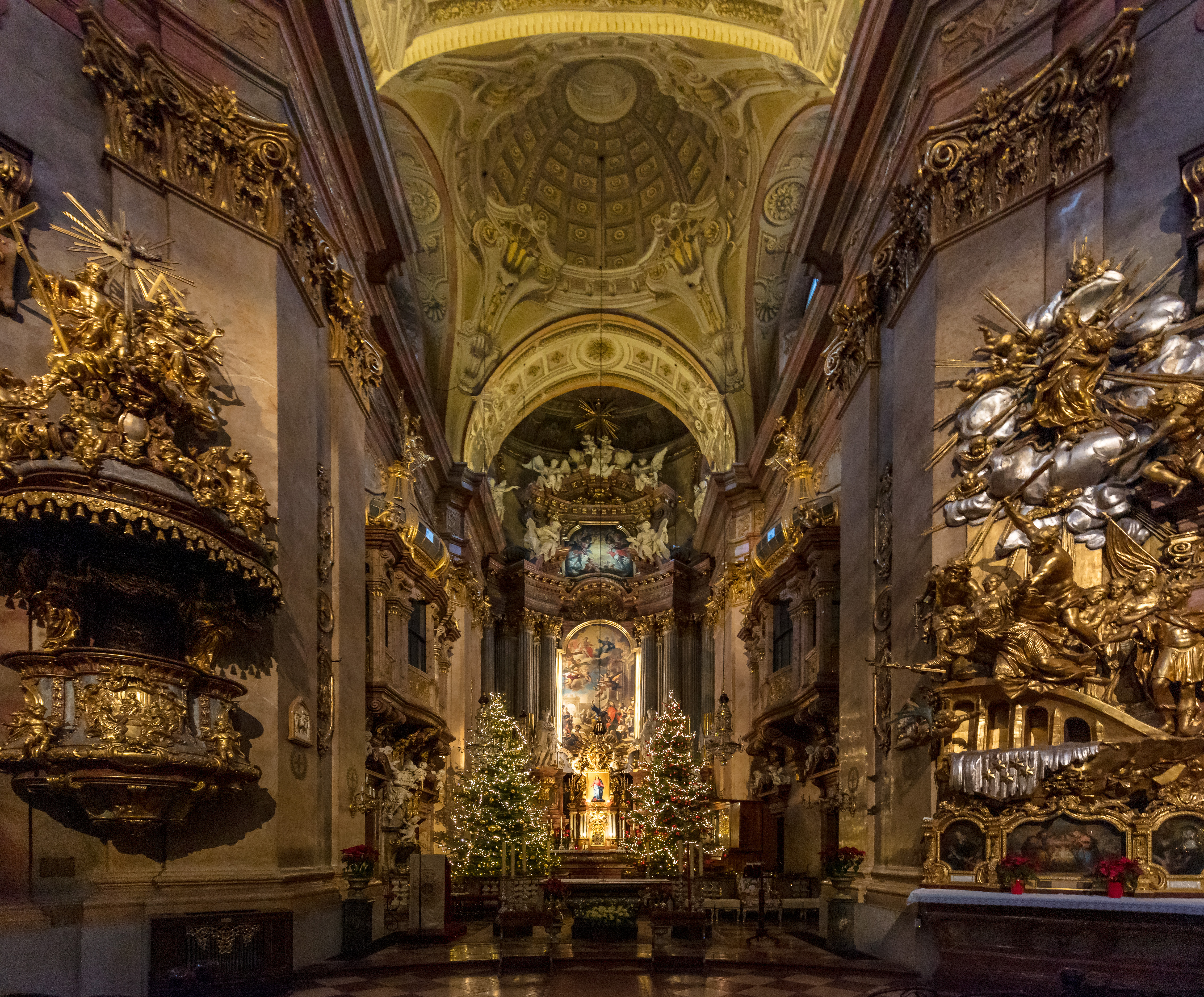
Maître-autel
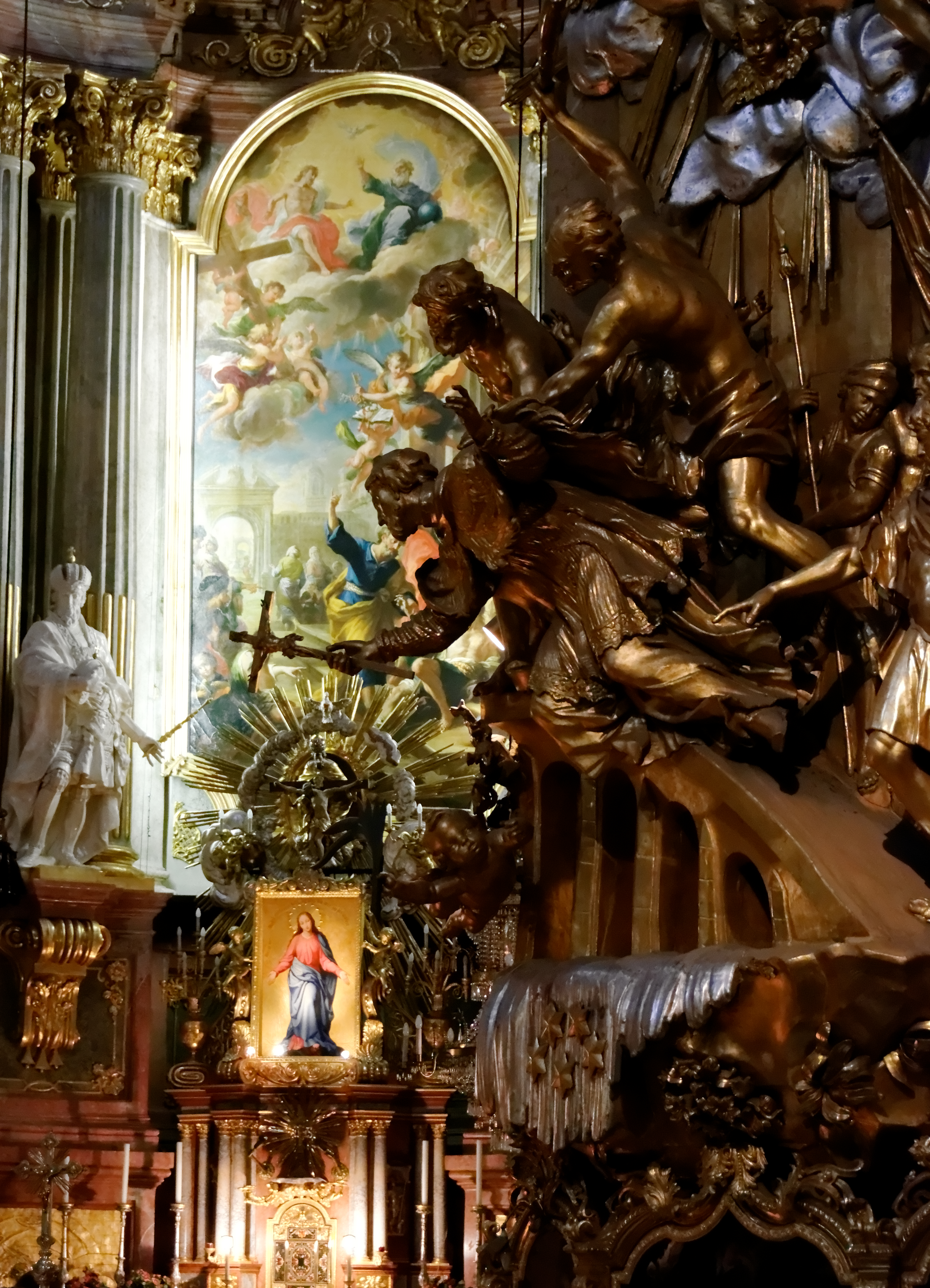
Le martyre de saint Jean Népomucène